# Ishult
Ishult är en by i Kristdala socken i Oskarshamns kommun. Byns sevärdhet är Ishults tingshus, använt för Tunaläns tingslag mellan 1734 och 1935. 
Söder om byn återfinns naturreservatet Ishult.